# Кведаравичюс, Мантас
Ма́нтас Кведара́вичюс (лит. Mantas Kvedaravičius; 28 августа 1976, Биржай — около 2 апреля 2022, Мариуполь, Донецкая область) — литовский кинорежиссёр.

## Научная карьера
В 1998 году окончил исторический факультет Вильнюсского университета, дипломная работа «Перспективы подводных археологических исследований в Литве». Как археолог исследовал поселение каменного века в Кабеляе, остатки средневекового порта в Меркине, остатки поселения под водой озера Луокесай, мостовые сооружения Тракайского замка. Работал под руководством археологов Зенонаса Баубониса и Томаса Остраускаса, соавтор 16 научных публикаций. Одновременно изучал антропологию в Нью-Йоркском и Оксфордском университетах, в 2013 году защитил в Кембриджском университете докторскую диссертацию по социальной антропологии «Узлы отсутствия: смерть, сны и исчезновения на границах законности в антитеррористической зоне в Чечне» (англ. Knots of absence: death, dreams, and disappearances at the limits of law in the counter-terrorism zone of Chechnya).

## Карьера в кинематографе
В ходе работы в Чечне над своей докторской диссертацией Кведаравичюс снял свой первый документальный фильм «Барзах» (2011), в котором выступил как режиссёр, сценарист и монтажёр; продюсером картины выступил Аки Каурисмяки. Фильм рассказывает об исчезновениях людей в Чечне под властью Рамзана Кадырова, значимая часть ленты была снята тайно. Кведаравичюс посвятил «Барзах» памяти Натальи Эстемировой, помогавшей ему во время съёмок. Картина была показана на нескольких международных кинофестивалях, в том числе на 61-м Берлинском международном кинофестивале, и получила ряд наград, в том числе премию «Серебряный журавль» в номинации «документальный фильм», премию лучшему балтийскому фильму на фестивале «Тёмные ночи» (2011) и премию организации «Международная амнистия».
В 2016 году Кведаравичюс снял второй, также полнометражный документальный фильм «Мариуполис», на примере жизни в городе Мариуполь, подвергавшегося в 2014—2015 гг. массированным обстрелам со стороны ДНР. В фильме показаны последствия войны в Донбассе, столкновение мирного и военного в повседневной жизни, старого и нового в украинском обществе. Фильм был показан на 66-м Берлинском международном кинофестивале и также получил премию «Серебряный журавль».
В 2019 году Кведаравичюс снял свою третью картину, «Парфенон» (лит. Partenonas), находящуюся на стыке игрового и документального кино. Премьера фильма состоялась на 76-м Венецианском кинофестивале в рамках так называемой Недели кинокритиков. Фильм снят в Стамбуле, Афинах и Одессе, в центре картины — три персонажа: беженец из Судана, украинская проститутка и турок, занимающийся торговлей людьми. По мнению итальянского критика, это «тяжёлый, мучительный, временами недоступный для понимания фильм, но он отзывается необъяснимым отзвуком укоренённой в сердце Европы живой материи».

## Характеристика творчества
Картины Кведаравичюса — прихотливые монтажные построения, его метод — принципиальный отказ от авторского голоса, каких-либо закадровых пояснений или титров, да и вообще от прямолинейной нарративности. Предпочтение отдается крупному плану, антропологии человеческого лица, на котором камера концентрируется так тщательно, что будто забывает о том, чем человек в этот момент занят. А потом вдруг происходит переход к общему плану — умиротворенному пейзажу, где отдельные люди вовсе теряются, растворяются,
— отмечает кинокритик Антон Долин.

## Гибель
В 2022 году Мантас Кведаравичюс вернулся в украинский Мариуполь, чтобы быть с людьми, которых он встретил и снял на видео в 2015 году. 3 апреля появились сообщения о том, что Кведаравичюс погиб в окрестностях Мариуполя, где хотел снимать продолжение своего фильма «Мариуполис». Согласно первым сообщениям, в машину, в которой он ехал, попала ракета, режиссёра доставили в больницу, но не смогли спасти. Соболезнования в связи с гибелью Кведаравичюса немедленно выразил президент Литвы Гитанас Науседа.
Двумя днями позднее со ссылками на подругу Кведаравичюса, актрису Анну Белоброву, и на журналистку Альбину Львутину, находившуюся вместе с ним на Украине, было сообщено, что в действительности режиссёр погиб на несколько дней раньше: при попытке вывезти трёх женщин и ребёнка из зоны боевых действий он был взят в плен российскими военными и расстрелян, предположительно после пыток; ложная версия смерти Кведаравичюса была необходима для того, чтобы родные смогли вывезти через территорию России его тело.